# Championnat du Maroc de futsal 2024-2025
Le championnat du Maroc Futsal D1 2024-2025 est le plus haut niveau de futsal au Maroc oppose seize clubs en une série de trente rencontres jouées de octobre 2024 à mai 2025.